# Гиппас из Метапонта
Ги́ппас из Метапо́нта (др.-греч. Ἵππασος ὁ Μεταποντῖνος, 574 г. — 522 г. до н. э.) — древнегреческий философ-пифагореец, математик, теоретик музыки. Ямвлих в сочинении «Об общей математической науке» сообщает о том, что математическая линия пифагорейской школы, возможно, ведёт своё начало не от самого Пифагора, а от Гиппаса.

## Жизнь и учение
Гиппасу приписывают открытие существования несоизмеримых отрезков. При этом неизвестно, были ли это диагональ и сторона квадрата, или же диагональ и сторона правильного пятиугольника.
Легенда, передаваемая в разных вариантах позднейшими авторами, говорит о том, что Гиппас был не то убит, не то изгнан из пифагорейской школы, — опять же, или за то, что он распространил учение Пифагора в письменном виде, или за то, что он раскрыл для непосвящённых построение додекаэдра в сочинении «Об иррациональных линиях», или же за разглашение учения о несоизмеримости и иррациональности. Достоверность этой легенды не поддаётся проверке.
Гиппас известен также как исследователь математических оснований музыки. Согласно одной точке зрения, экспериментируя с различной толщиной бронзовых дисков, он вывел основные консонансы. По другой (более распространённой) версии, открытие числовых отношений для консонансов принадлежит лично Пифагору. Боэций сообщает («Основы музыки» II, 19), что Гиппас (совместно с Евбулидом) к уже известным трём «простым» консонансам (кварте, квинте, октаве) добавил два «составных» (дуодециму и квинтдециму), а также построил иерархическую классификацию всех консонансов, отталкиваясь от соответствующих им числовых отношений.
Гиппас, согласно Диогену Лаэртскому учил о том, что Вселенная одна, вечно движима и конечна.  Началом всего он полагал огонь. Он же считал, что душа состоит из огня. Говорил, что время изменения Космоса определено, то есть допускал детерминизм.